# Heinrich Leberecht Fleischer
Heinrich Leberecht Fleischer (født 21. februar 1801, død 10. februar 1888) var en tysk orientalist. 
Fleischer studerede oprindelig teologi, men vendte sig snart til de orientalske sprog, til hvis studium han under et fireårigt ophold i Paris (1824—28) benyttede Silvestre de Sacys og Caussin de Percevals vejledning, samtidig med at han havde lejlighed til at øse af Paris-bibliotekets store forråd af værdifulde håndskrifter. 1835—88 virkede han som professor i Leipzig. 
Fattigt på ydre begivenheder blev Fleischers liv dog rigt nok, idet han i Tyskland på samme måde som de Sacy i Frankrig brød helt nye baner for studiet af de orientalske sprog, og da navnlig det arabiske, der stadig forblev hans hovedfag. Langt ind i 20. århundrede kunne alle semitister direkte eller indirekte siges at have været udgåede som elever af ham, for så vidt som hans metode ved alle højskoler gjorde sin indflydelse gældende. 
Karakteristisk for Fleischers videnskabelige behandlingsmåde er den med en omfattende viden forbundne overordentlige stringens, som navnlig i de sidste år nu og da udartede til en smålig fordybelse i grammatiske detaljer, der drog opmærksomheden bort fra væsentligere litterære og kulturhistoriske momenter. 
Men netop på grund af den famlende usikkerhed, hvormed de orientalske sprog ved Fleischers opkomst endnu stadig blev behandlede, virkede denne strenge gennemførelse al den filologiske nøjagtighed såre gavnlig, og Fleischer kom derved til at stå i en skarp modsætning til den nærmest foregående periodes ypperste orientalist, den åndrige, men skødesløse Hammer-Purgstall, med hvem Fleischer endog engang indvikledes i en heftig videnskabelig fejde. 
Fleischer var 1844 hovedmanden for stiftelsen af Deutsche Morgenländische Gesellschaft. Lige som Madvig på den klassiske filologis område hævdede Fleischer ved udgivelsen af arabiske værker nødvendigheden af en systematisk klassificering af de foreliggende håndskrifter. Med dette rationelle princip gennemførtes hans udmærkede udgave af Beidhâwîs store Korankommentar (2 bind, 1844—48). 
Af den lange række af hans øvrige arbejder kan her anføres udgaven af Abulfedas Historia ante-islamica (1831) og frem for alt hans Beiträge zur arabischen Sprachkunde, der 1863—83 udkom i det sachsiske Videnskabernes Selskabs afhandlinger, og som væsentlig indeholder en række tillæg og rettelser til de Sacys store grundlæggende arabiske grammatik. Også persisk og hebraisk gjorde Fleischer til genstand for videnskabelig behandling.